# نوله، پیه‌مونته
نوله، پیه‌مونته (انگلیسی: Nole, Piedmont) یک کومونه در کلان‌شهر تورین در منطقه پیه‌مونته ایتالیا است که در ۲۵ کیلومتری (۱۶ مایلی) شمال غربی تورین واقع شده است.